# Mircea David
Mircea David (16 de outubro de 1914 - 12 de outubro de 1993) foi um futebolista romeno que competiu na Copa do Mundo FIFA de 1938.